# يوحنا وليامز
يوحنا وليامز (بالإنجليزية: John Williams)‏ (1 يناير 1901 في المملكة المتحدة - 1 يناير 1965) هو لاعب كرة قدم بريطاني (وحمل سابقاً جنسية المملكة المتحدة لبريطانيا العظمى وأيرلندا) في مركز الهجوم. لعب مع نادي بيرنلي وباك أب بورو ‏ وRossendale United F.C. ‏.